# Tokudaia osimensis
Tokudaia osimensis es una especie de roedor de la familia Muridae.
Su hábitat natural son: bosques templados. Es endémico de las islas Amami, Japón. Se encuentra en peligro de extinción por la fragmentación y destrucción de hábitat y la introducción de mangostas.